# Fañch Kerrain
 (avril 2014).
Si vous disposez d'ouvrages ou d'articles de référence ou si vous connaissez des sites web de qualité traitant du thème abordé ici, merci de compléter l'article en donnant les références utiles à sa vérifiabilité et en les liant à la section « Notes et références ».
Fañch Kerrain, né en 1938 à Camlez, dans le canton de Tréguier dans les Côtes-d'Armor, est un philosophe et un écrivain français.

## Biographie

### Enfance et formation
Fañch Kerrain a fait ses études au collège Saint-Joseph de Lannion. Après ses études secondaires, il est entré au séminaire de Saint-Brieuc, où il a passé cinq ans et a été ordonné prêtre en 1962. 
Après cela, il est allé préparer une licence en philosophie à l'Université d'Angers. Après ses études, il a enseigné la philosophie au séminaire de Quintin pendant trois ans, puis il a été nommé au lycée Bossuet de Lannion, où il a enseigné la philosophie et le breton. 
Peu de temps après, il abandonnera la prêtrise et se mariera à Colette Vincent, elle-même enseignante du breton. Dans les dernières années de son enseignement, il enseignera aussi la philosophie au lycée Diwan du Relecq-Kerhuon jusqu'à l'année 2000, où il part en retraite.
Il avait été très influencé, durant ses études à l'institution Saint-Joseph, par un prêtre possédant une vaste culture et d'une intelligence supérieure, qui lui fera découvrir très tôt le problème breton. 
Il devient nationaliste breton. Il s'engage tout d'abord dans les organisations culturelles. Dès que Skol An Emsav est fondé par l'écrivain Youenn Olier, en 1970, il travaille au sein de cette organisation jusqu'en 1975.
En 1976, il préfère rompre avec cette structure et prend sa carte à l'UDB, dont il sera, pendant une vingtaine d'années, un fidèle collaborateur, exerçant même pendant huit ans la fonction de responsable fédéral du Trégor- Goëlo. Il quittera ce parti au moment où il est sollicité pour enseigner la philosophie en langue bretonne à Diwan. Ce nouveau travail, qui exigeait de sa part beaucoup de liberté intellectuelle et d'énergie, était difficilement compatible avec un engagement politique.
Ce n'est que tardivement qu'il se met à écrire. Bien qu'il eût pris position en faveur des jeunes à l'intérieur de Skol an Emsav, au moment de la scission, il avait gardé des liens avec Youenn Olier, qui dirigeait la revue Imbourc'h. Ayant consacré un article au problème du structuralisme qui régnait dans les années 1970, il poursuit sa collaboration au bout de quelque temps. 
À partir de 1985, il écrit régulièrement des articles de philosophie. La partie essentielle de son œuvre se trouve publiée dans Imbourc'h.
À la fin des années 1990, des divergences de vue concernant le rapport de la philosophie et de la religion le conduisent peu à peu à se détourner de la revue. Il écrit divers articles dans les revues Al Liamm, Al Lanv et plus récemment dans Aber.

## Prix
Il reçoit en 2014 le prix Xavier de Langlais pour ses ouvrages parus aux éditions Mouladurioù Hor Yezh : Keal Doue war-lerc'h Auschwitz (Le concept de Dieu après Auschwitz, Hans Jonas) et Prederouriezh pe philo-sophia (Philosophie ou philo-sophia).

## Publications
- Prederouriezh pe philo-sophia, Mouladurioù Hor Yezh, 2013
- Keal Doue war-lerc’h Auschwitz, Mouladurioù Hor Yezh, 2013
- Buhez mab-den, Mouladurioù Hor Yezh, 2016